# Rodney Gomes
Rodney Gomes (Sorocaba, 3 de agosto de 1936 — Niterói, 15 de setembro de 2006) foi um ator, dublador e diretor de dublagem brasileiro. Ele é mais conhecido por dublar Robin (interpretado por Burt Ward na série da década de 60, Batman), a Formiga Atômica, o papagaio Iago da franquia Aladdin e o Cameron de Curtindo a Vida Adoidado.

## Biografia
Rodney Gomes nasceu no dia 3 de agosto de 1936 em Sorocaba, São Paulo. Se mudou com os pais para o Rio de Janeiro, ainda criança.
Rodney começou sua carreira como ator aos 10 anos no Rio, atuando nos filmes Pinguinho de Gente e Obrigado Doutor, entre 1947 e 1948. Pouco depois, trabalhou na Rádio Mauá e no Teatro do Sesi. Em 1949, ingressou na Rádio Nacional e em 1957, na televisão. Em 1959, começou a dublar.
Seu primeiro papel de notoriedade foi Little Joe de Bonanza, em 1961; logo após dublou o personagem que lhe consagraria, Robin no seriado Batman. Foi também o dublador oficial dos atores Roddy McDowall, Jack Lemmon e Mickey Rooney. Dublou ainda, John de Seres do Amanhã, Walter de Automan, Louis Gossett Jr. em Inimigo Meu, Iago de Aladdin e Yoda de Star Wars - Guerras Clônicas. Como diretor, ficou a cargo de trabalhos como CatDog, a redublagem de Speed Racer e o filme A Máquina do Tempo.
Atuando, participou de filmes, como O Escorpião Escarlate, dirigido por Ivan Cardoso, e da série A Pequena Órfã, de Dionísio Azevedo.

## Morte
Nos últimos anos de vida, Rodney ficou cego de uma vista, por conta do glaucoma, além de sofrer dos rins, e fazer hemodiálises, e ter diabetes.
Morreu, em 15 de setembro de 2006, em decorrência de problemas causados por diabetes, sendo cremado três dias depois. Foi homenageado no chamado Oscar da Dublagem, de 2007.